# Polyplectropus chin
Polyplectropus chin är en nattsländeart som beskrevs av Malicky 1995. Polyplectropus chin ingår i släktet Polyplectropus och familjen fångstnätnattsländor. Inga underarter finns listade i Catalogue of Life.